# 2022年北京パラリンピック
2022年北京パラリンピック（2022ねんペキンパラリンピック、中: 北京2022年冬残奥会）は、2022年3月4日から3月13日に中華人民共和国の首都・北京で開催された第13回冬季パラリンピック。北京2022（Beijing 2022、北京2022）と呼称される。
2015年にマレーシアのクアラルンプールで開催のIOC総会で開催都市が北京に決定した。

## 参加国・地域
46の国・地域が参加。アゼルバイジャン、イスラエルとプエルトリコが、冬季パラリンピックでは今大会が初出場になった。
ロシアについては、2019年に起きたドーピングの検査データ改ざん問題による排除処分を受け、ロシアパラリンピック委員会（RPC）として個人資格での出場が予定されていた。その後、大会直前の2022年2月24日に勃発したロシアのウクライナ侵攻を受け、IPC理事会は3月2日、侵攻当事国のロシア（RPC）とこれに協力したベラルーシの2国の選手については国旗・国歌を使用しない「中立選手」として参加させることを一旦は決定した。しかし、IPCの決定に対する各国の反発が大きく、翌3月3日（開催前日）にこの決定を覆し、RPCおよびベラルーシ選手の参加を除外することを発表した。
なお、北朝鮮も2022年1月7日に本大会への出場を行わないことを正式に発表した。

2022年パラリンピック参加国
はじめて冬季パラリンピックに参加する国
主催都市 (北京市)

選手団の規模

2022年北京パラリンピックに参加する国・地域（IOCコード順）
- アンドラ[12]
- アルゼンチン[13]
- オーストラリア[14]
- オーストリア[15]
- アゼルバイジャン[16]
- ベルギー
- ボスニア・ヘルツェゴビナ
- ブラジル[17]
- カナダ
- チリ[18]
- 中国（開催国）
- クロアチア
- チェコ
- デンマーク[19]
- エストニア
- フィンランド[20]
- フランス
- ジョージア
- ドイツ[21]
- イギリス
- ギリシャ[22]
- ハンガリー[23]
- アイスランド
- イラン[24]
- イスラエル[25]
- イタリア
- 日本[26]
- カザフスタン[27]
- ラトビア
- リヒテンシュタイン
- メキシコ[28]
- モンゴル[29]
- オランダ
- ニュージーランド
- ノルウェー
- ポーランド[30]
- プエルトリコ
- ルーマニア[31]
- スロバキア
- スロベニア[32]
- 韓国
- スペイン[33]
- スウェーデン
- スイス
- ウクライナ[34]
- アメリカ合衆国

## 競技会場

### 北京市内

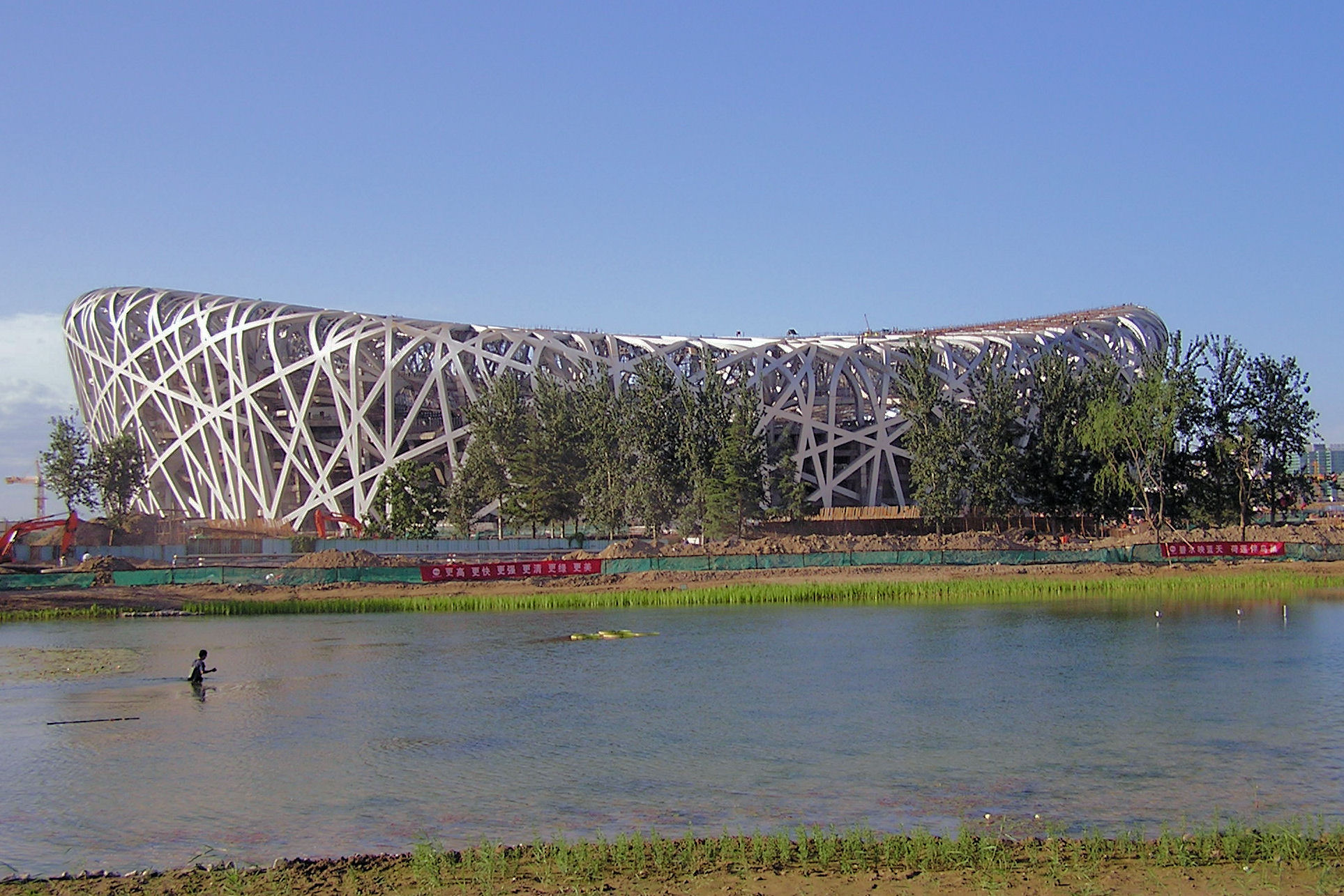
北京国家体育場（通称・「鳥巣」）

- 北京国家体育場（8万人収容）愛称「鳥巣（Bird's Nest）」：開閉会式
- 北京国家水泳センター（4000人収容）愛称「氷立方」：車いすカーリング
- 国家体育館（1万8000人収容）：パラアイスホッケー

### 延慶県
- 小海坨高山滑雪場（アルペンスキー）

### 張家口市
- 枯楊樹冬季両項滑雪場（Kuyangshu Biathlon Field） – クロスカントリースキー
- 樺林東滑雪勝地（Hualindong Ski Resort） – バイアスロン

## 実施競技と日程
| OC | 開会式 | ● | 種目予選 | N | 種目決勝 | CC | 閉会式 |

| 分野                   | 2022年3月 | 2022年3月 | 2022年3月 | 2022年3月 | 2022年3月 | 2022年3月 | 2022年3月 | 2022年3月 | 2022年3月 | 2022年3月 | 種目数 |
| 分野                   | 4日 (金)  | 5日 (土)  | 6日 (日)  | 7日 (月)  | 8日 (火)  | 9日 (水)  | 10日 (木) | 11日 (金) | 12日 (土) | 13日 (日) | 種目数 |
| ---------------------- | --------- | --------- | --------- | --------- | --------- | --------- | --------- | --------- | --------- | --------- | ------ |
| 式典                   | OC        |           |           |           |           |           |           |           |           | CC        | N/A    |
| アルペンスキー         |           | 6         | 6         |           | 6         |           | 3         | 3         | 3         | 3         | 30     |
| バイアスロン           |           | 6         |           |           | 6         |           |           | 6         |           |           | 18     |
| クロスカントリースキー |           |           | 2         | 4         |           | 6         |           |           | 6         | 2         | 20     |
| パラアイスホッケー     |           | ●         | ●         |           | ●         | ●         | ●         | ●         | ●         | 1         | 1      |
| スノーボード           |           |           | ●         | 4         |           |           |           | ●         | 4         |           | 8      |
| 車いすカーリング       |           | ●         | ●         | ●         | ●         | ●         | ●         | ●         | 1         |           | 1      |
| 金メダル数 (計)        | 0         | 12        | 8         | 8         | 12        | 6         | 3         | 9         | 14        | 6         | 78     |

## 国・地域別メダル獲得数
| 順 | 国・地域         | 金 | 銀 | 銅 | 計 |
| -- | ---------------- | -- | -- | -- | -- |
| 1  | 中国             | 18 | 20 | 23 | 61 |
| 2  | ウクライナ       | 11 | 10 | 8  | 29 |
| 3  | カナダ           | 8  | 6  | 11 | 25 |
| 4  | フランス         | 7  | 3  | 2  | 12 |
| 5  | アメリカ合衆国   | 6  | 11 | 3  | 20 |
| 6  | オーストリア     | 5  | 5  | 3  | 13 |
| 7  | ドイツ           | 4  | 8  | 7  | 19 |
| 8  | ノルウェー       | 4  | 2  | 1  | 7  |
| 9  | 日本             | 4  | 1  | 2  | 7  |
| 10 | スロバキア       | 3  | 0  | 3  | 6  |
| 11 | イタリア         | 2  | 3  | 2  | 7  |
| 12 | スウェーデン     | 2  | 2  | 3  | 7  |
| 13 | フィンランド     | 2  | 2  | 0  | 4  |
| 14 | イギリス         | 1  | 1  | 4  | 6  |
| 15 | ニュージーランド | 1  | 1  | 2  | 4  |
| 16 | オランダ         | 0  | 3  | 1  | 4  |
| 17 | オーストラリア   | 0  | 0  | 1  | 1  |
| 17 | カザフスタン     | 0  | 0  | 1  | 1  |
| 17 | スイス           | 0  | 0  | 1  | 1  |

## 大会マスコット

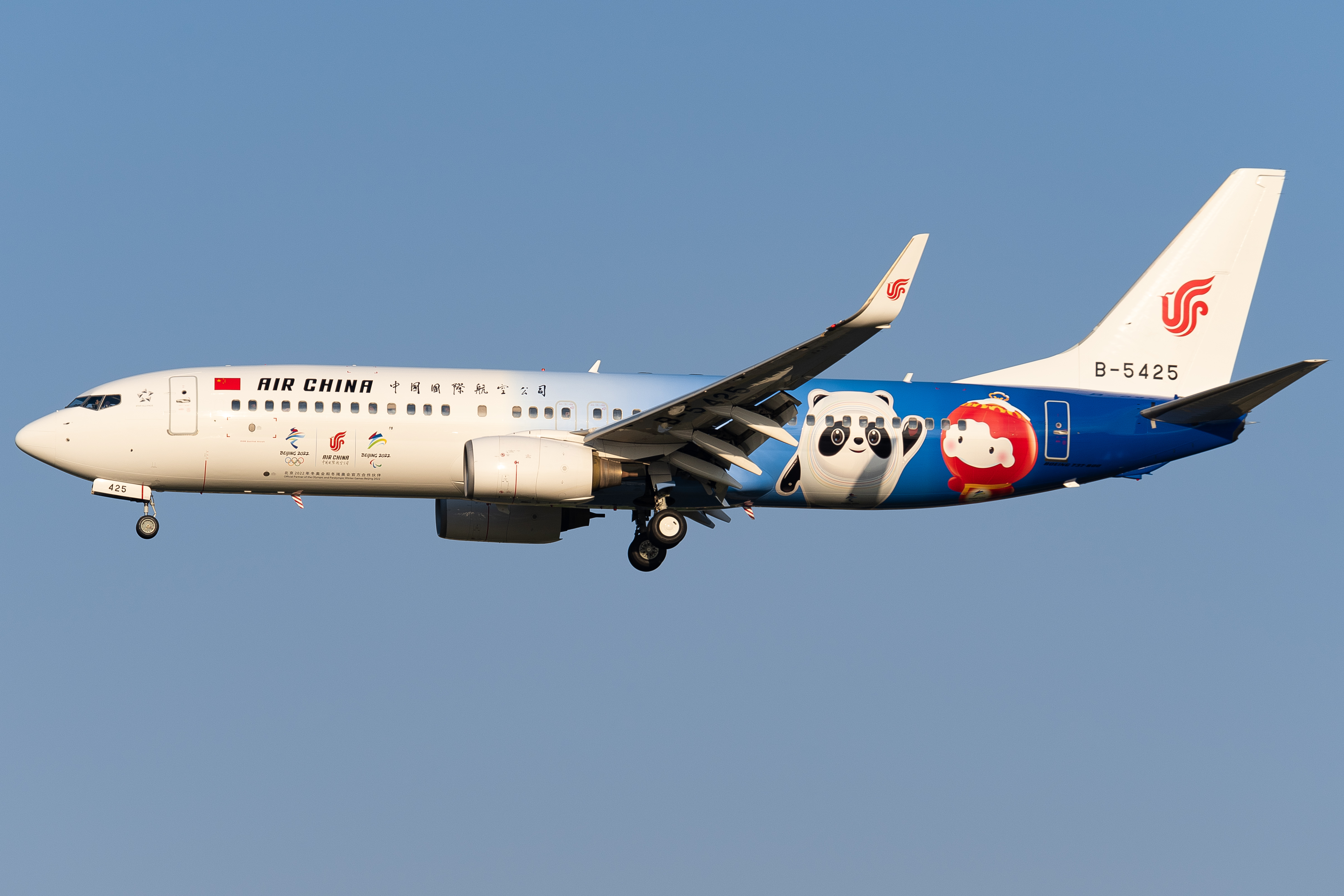
中国国際航空の2022北京オリンピック・パラリンピック特別塗装機（右がシュエロンロン）。

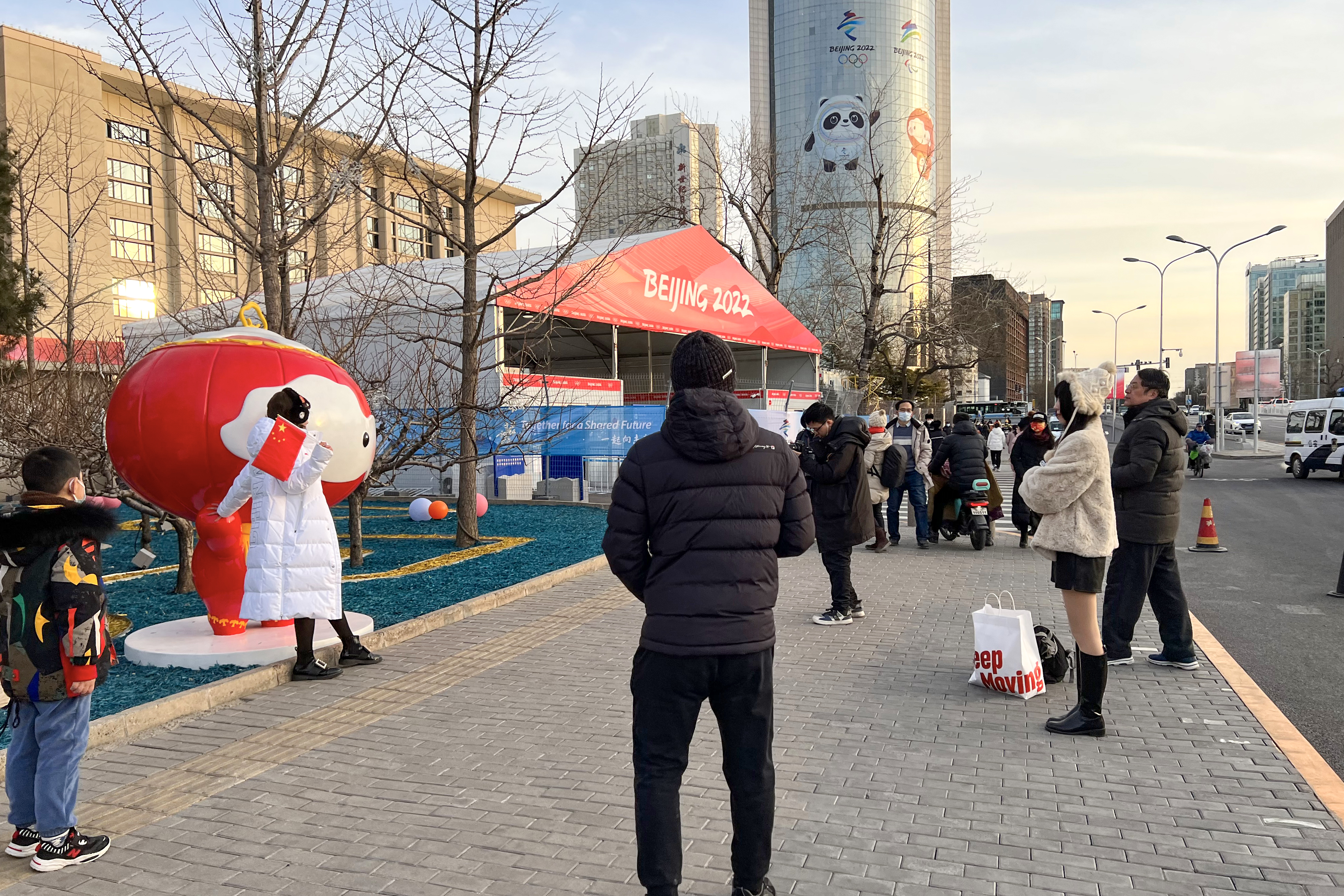
「シュエ・ロンロン」の人形と記念撮影する中国の人々。

大会マスコットは提灯をモチーフとしたシュエロンロン（英: Shuey Rhon Rhon、簡: 雪容融）。

## ハイライト

### 開会式

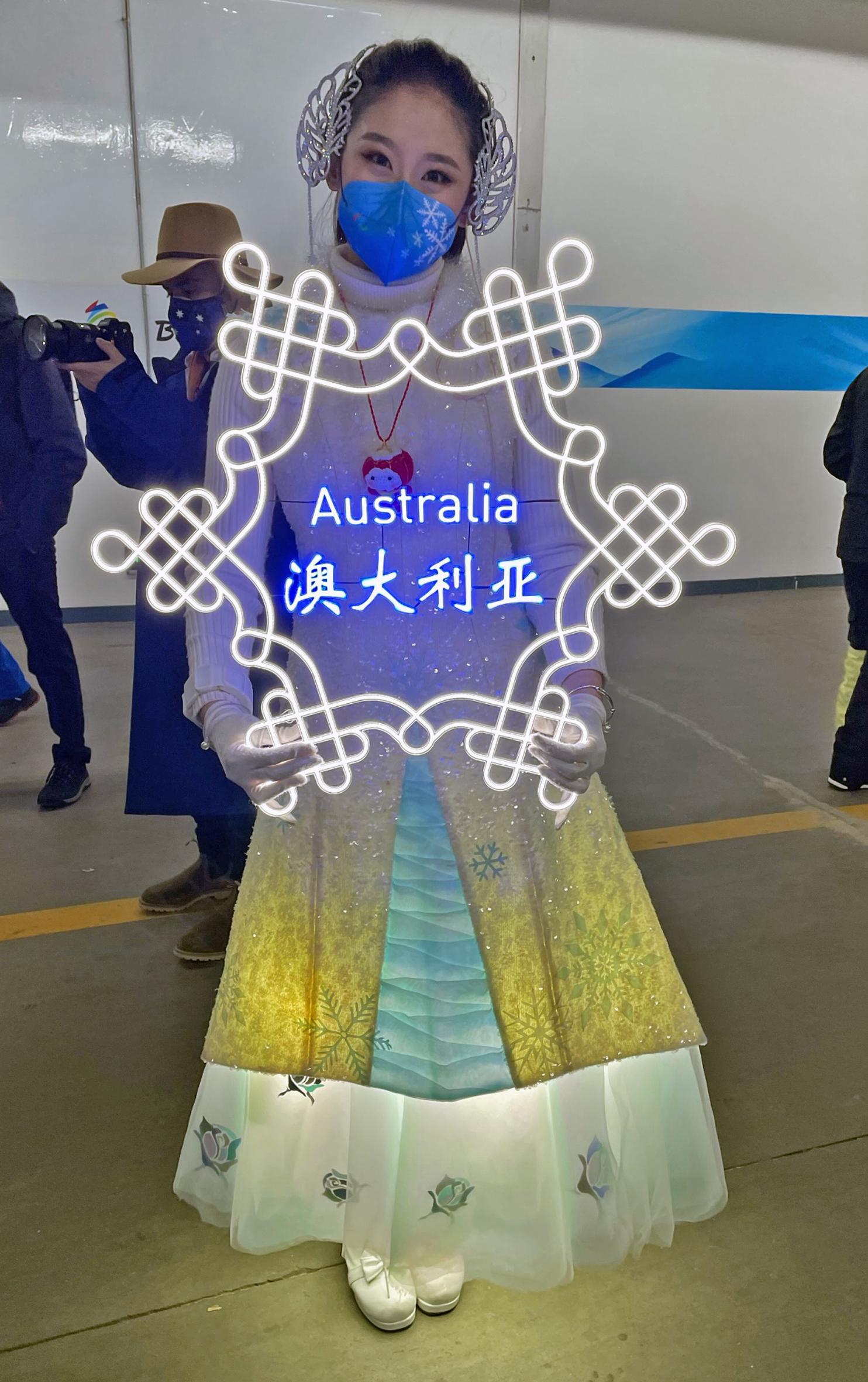
開会式で参加国のプラカードを持つ大会スタッフ

開会式は五輪同様張芸謀総監督の下、3月4日に国家体育場で開催された。習近平党総書記・国家主席が開会宣言をした。
IPCのアンドリュー・パーソンズ会長はスピーチにおいて固有名詞は出さなかったもののオリンピック・パラリンピック期間中の休戦を規定した国連決議に反するロシアのウクライナ侵攻を批判するとともに「今夜はまず平和のメッセージから始めたい、いや始めなければならない」「21世紀は対話と外交の時代。戦争と憎しみの時代ではない」「世界は共に生きる場であるべきだし、決して分断されてはならない」と訴え、スピーチの最後は「PEACE!」と絶叫した。一方で開会式を中継した中国中央電視台（CCTV）は、該当箇所の同時通訳を止めてスピーチ自体の音量も絞った。IPCはこの行為についてCCTVへ説明を求めている。

### 閉会式
閉会式は開会式同様張芸謀総監督の下、3月13日に国家体育場で開催された。閉会式を中継した中国中央電視台はIPCのパーソンズ会長の「重要なのは平和への希望」となるスピーチを同時通訳で「重要なのは大きな家族になる希望」と言い換え、選手に関し「平和の擁護者」と述べた部分は訳さなかった。大会旗が陳吉寧北京市長からIPCのパーソンズ会長へ、そして次回開催都市を代表してミラノのアンナ・スカヴッツォ（Anna Scavuzzo）副市長、コルティーナ・ダンペッツォのジャンピエトロ・ゲディーナ（Gianpietro Ghedina）市長へ引き継がれた。